# Patrick Fischler
Patrick Fischler, född 29 december 1969 i Los Angeles, Kalifornien, är en amerikansk skådespelare. Han är känd för roller i många filmer och TV-serier, bland annat filmerna Mulholland Drive (2001), Ghost World (2001), Old School (2003), Den svarta dahlian (2006) och Dinner for Schmucks (2010). Han spelade också rollen som gangstern Mickey Cohen i TV-spelet L.A. Noire (2011).